# Yara Salles
Maria do Rosário Yara Salles (Taubaté, 27 de julho de 1912 – Bananal, 26 de junho de 1986) foi uma atriz e radialista brasileira.

## Biografia
Integrou o Trio de Osso junto com seu marido Heber de Bôscoli e o compositor Lamartine Babo. O trio apresentava o programa cômico Trem da Alegria, nos áureos tempos da Rádio Nacional do Rio de Janeiro. O programa revelou a cantora Beth Carvalho, então com 7 anos de idade.
Também ao lado de Lamartine, atuou em sua única participação no cinema, Pra lá de boa.
Ainda na Rádio Nacional, estrelou a novela O direito de nascer, no papel de Mamãe Dolores. Também apresentou o programa A felicidade bate à sua porta, em que sorteava casas cujos moradores receberiam prêmios, levados por Heber de Bôscoli e pela cantora Emilinha Borba.
Yara Salles era a mãe adotiva do ator Perry Salles, e foi sogra das atrizes Vera Fischer e Miriam Mehler.
Ela morreu na cidade de Bananal em SP, depois do terceiro infarto.

## Filmografia

### Televisão
| Ano  | Título        | Papel         |
| ---- | ------------- | ------------- |
| 1958 | Teledrama     |               |
| 1963 | Nuvem de Fogo |               |
| 1979 | Cabocla       | Dona Generosa |
| 1980 | Coração Alado | Dalva Pitanga |
| 1983 | Eu Prometo    | Nilzete       |

### Cinema
| Ano  | Título        | Papel |
| ---- | ------------- | ----- |
| 1948 | Pra Lá de Boa |       |